# Eofusulinella
Eofusulinella es un género de foraminífero bentónico de estatus incierto, aunque considerado perteneciente a la subfamilia Profusulinellinae, de la familia Profusulinellidae, de la superfamilia Ozawainelloidea, del suborden Fusulinina y del orden Fusulinida. Su especie tipo era Profusulinella primitiva subsp. asiatica. Su rango cronoestratigráfico abarcaba el Carbonífero.

## Discusión
Clasificaciones previas hubiesen clasificado Eofusulinella en la subfamilia Fusulinellinae, de la familia Fusulinidae, de la superfamilia Fusulinoidea. Clasificaciones más recientes incluirían Eofusulinella en la subclase Fusulinana de la clase Fusulinata. Ha sido considerado un sinónimo posterior de Profusulinella.

## Clasificación
Eofusulinella incluía a las siguientes especies:
- Eofusulinella asiatica †
- Eofusulinella oblonga †